# Ilhéus
Ilhéus (alte Rechtschreibung: Ilhéos; deutsch: Inselchen, kleine Inseln) ist eine brasilianische Gemeinde und Hafenstadt mit knapp 220.000 Einwohnern im Bundesstaat Bahia an der Mündung des Rio Cachoeira in den Südatlantik. Ihren Namen verdankt sie einigen der Küste vorgelagerten kleinen Felsinseln. Mit einer Länge von 100 km ist sie die Gemeinde mit dem längsten weißen Sandstrand von Bahia.
Weitere Ortschaften auf dem Gemeindegebiet sind Aritaguá, Banco da Vitória, Castelo Novo, Coutos, Japu, Olivença, Rio do Braço und Sambaituba.

## Geographische Lage
Ilhéus befindet sich 211 km südlich von Salvador da Bahia und 315 km nördlich von Porto Seguro. Die Gemeinde grenzt
- im Norden an Uraçuca
- im Osten an den Südatlantik
- im Süden an Una
- im Westen an Itajuípe, Itabuna und Buerarema

Ilhéus befindet sich an beiden Ufern des Rio Ilhéus. Die beiden Stadtteile sind über die Brücke Ponte do Pontal miteinander verbunden. Unmittelbar vor der Brücke vereinigen sich drei Flüsse zum Rio Ilhéus:
1. Rio da Cachoeira, dem mittleren und größten, der etwa 20 Meilen entfernt in der Serra Itaraca entspringt
2. Rio Fundão von Norden, welche nur wenige Meilen lang ist
3. Rio Engenho von Süden

Weiter nördlich mündet zudem noch der Rio Almada in den Atlantik.

## Geschichte
König Dom João III von Portugal teilte 1534 Brasilien in Kapitanien auf. Der portugiesische Adlige Jorge de Figueiredo Correia erhielt das Gebiet um Ilhéus. An seiner Stelle schickte er Francisco Romero, der an der Bucht von Ilhéus die Vila de São Jorge am Hügel São Sebastião gründete. 1881 wurde der Ort zur Stadt São Jorge dos Ilhéus, ein Name der später verkürzt wurde.

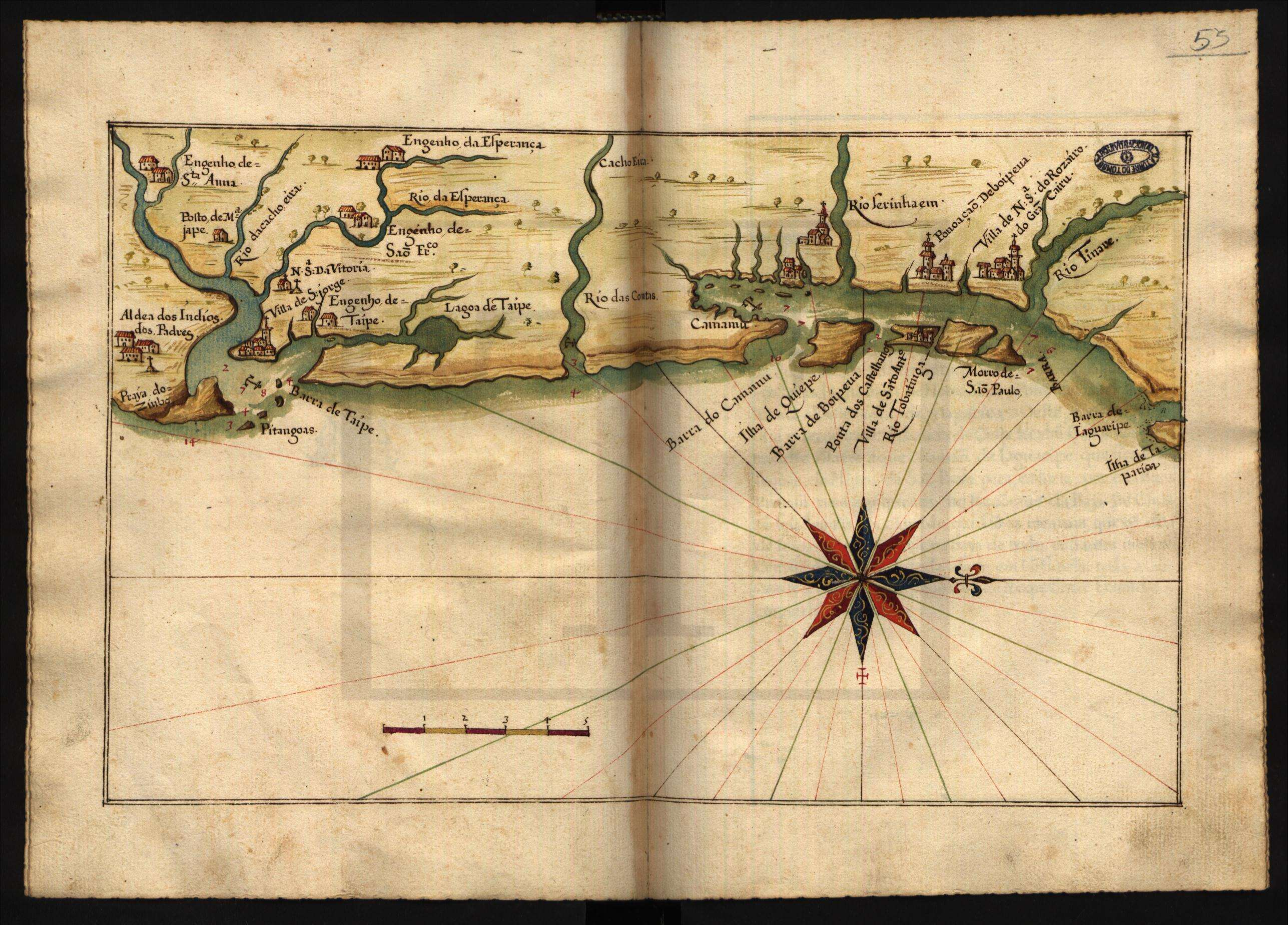
Karte des Kapitäns von Ilhéus 1640

In den ersten Jahren lebte die Stadt vom Zuckerrohr. Ihre große Blütezeit kam am Anfang des 20. Jahrhunderts mit dem Kakao, der im Hinterland um Itabuna angebaut wurde und über den Hafen von Ilhéus exportiert wurde. Der 1903 aus Derendingen eingewanderte Hugo Kaufmann und andere Auslandschweizer sicherten sich einen Großteil des Exports. Im frühen Roman Cacau (1933) von Jorge Amado ist dies anschaulich beschrieben.

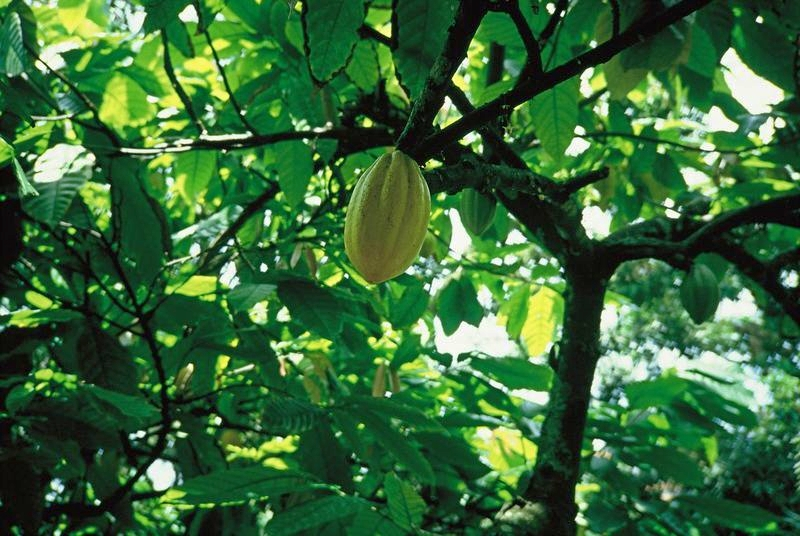
Kakaopflanzung bei Ilhéus

## Wirtschaft
In Ilhéus befindet sich das Zentrum der Kakaopflanzung von Südbahia und ist der Sitz von CEPLAC, dem Kakaoinstitut Brasiliens. Als Folge der Monokultur kam es zum Auftreten der verheerenden Hexenbesenkrankheit, welche die Kakaobäume zwischen 1989 und 1998 in Südbahia fast völlig ausrottete. Bis zu 90 % aller Kakaobäume in Südbahia fielen dieser vom Pilz Crinipellis perniciosa ausgelösten Krankheit zum Opfer. Erst seit einigen Jahren werden resistentere Pflanzen (durch Genmanipulation) gezüchtet mit denen ein neuer Baumbestand aufgebaut wird. So wurde Brasilien, einst einer der größten Exporteure der Welt, zum Importland für Kakaoprodukte. Die Auswirkungen für die lokale Landwirtschaft und die Ökologie von Südbahia sind unübersehbar. Es führte zu einem wahren Kollaps der lokalen Wirtschaft und Sozialsysteme.
Durch den starken Rückgang des Kakaoexports hat der Seehafen von Ilhéus stark an Bedeutung verloren. Er war ehemals Bahias Hauptexporthafen für Kakaoprodukte.

## Verkehr
Ilhéus hat einen Flughafen (Abkürzung IOS, entsprechend der alten Schreibweise Ilhéos), benannt nach Jorge Amado. Angeflogen wird der Flughafen derzeit von fünf Fluggesellschaften: Aviance Brasil, Azul, Gol, TAM und TRIP.

### Regelmäßige Inlandsverbindungen
| Fluggesellschaft | Ziele                                                                                            |
| ---------------- | ------------------------------------------------------------------------------------------------ |
| Avianca Brasil   | Brasília, Salvador                                                                               |
| Azul             | Belo Horizonte (Confins), Campinas, Salvador                                                     |
| Gol              | Belo Horizonte (Confins), Rio de Janeiro (Galeão), Salvador, São Paulo (Congonhas und Guarulhos) |
| TAM              | Rio de Janeiro (Galeão und Santos Dumont), Salvador, São Paulo (Congonhas und Guarulhos)         |
| TRIP             | Belo Horizonte (Confins), Porto Seguro, Salvador, Vitória                                        |

Über den Hafen von Ilhéus wurden bis 1989 noch 65 % der brasilianischen Kakaoernte ausgeführt. Aber auch heute ist er der wichtigste Exporthafen Brasiliens für Kakao. Er wurde 1971 eröffnet. Zum damaligen Zeitpunkt war er der erste Hafen in Brasilien, der im offenen Meer errichtet wurde. Der Hafen wird ebenfalls regelmäßig von Kreuzfahrtschiffen angelaufen.
Ferner ist Ilhéus über diverse Busverbindungen an diverse Städte, u. a. Salvador und São Paulo angeschlossen. Zu dem in der Nähe gelegenen Itabuna besteht eine Verbindung im 15-Minuten-Takt.

## Kultur
Alles erinnert an Gabriela, die Hauptfigur aus Jorge Amados Roman Gabriela wie Zimt und Nelken, der in Ilhéus spielt. Auch heute noch kann man einiges davon im alten Zentrum wieder entdecken, etwa das Palais des "Kakaobarons" Misael Tavares. Das Haus, in dem Amado lebte, ist heute ein nach ihm benanntes Kulturzentrum.

## Söhne und Töchter der Stadt
- Jorge Amado (1912–2001), Schriftsteller (ist hier aufgewachsen)
- Esmeralda Barros (1944–2019), Schauspielerin
- Aldair (* 1965), ehemaliger brasilianischer Fußballspieler
- Luciana dos Santos (* 1970), Leichtathletin

## Sehenswertes
Wie viele koloniale Orte hat auch Ilhéus unzählige Kirchen. Die älteste Igreja Matriz de São Jorge dos Ilhéus wurde 1556 erbaut. Die Kathedrale São Sebastião wurde im neoklassischen Stil zwischen 1931 und 1967 gebaut.
Im Vorort Rio do Engenho findet man die drittälteste Kirche und die älteste Zuckermühle (Engenho) von Bahia. Der "bezaubernde See" (Lagoa Encantada) ist 4 km² groß, ein von Küstenurwald umgebenes Naturschutzgebiet mit kleinen Wasserfällen.
Im Süden an der Straße nach Canavieiras liegen schöne Strände: Cururupe, Batuba und Olivença.